# Мамедов, Ильгар Эльдар оглы
Ильгар Эльдар оглы Мамедов (азерб. İlqar Eldar oğlu Məmmədov; род. 14 июня 1970 года в Баку) — азербайджанский оппозиционный политик. Один из основателей и лидер парламентской партии «Республиканская альтернатива» (РЕАЛ).

## Биография
Родился в Баку. После поступления в 1987 году в Московский государственный университет стал одним из активных участников студенческого движения. Был одним участников акции 20 января 1990 года, организованой в Москве перед представительством Азербайджана в знак протеста против ввода войск в Баку.

## Образование и профессиональный опыт
В 1993 году Ильгар Мамедов окончил исторический факультет Московского государственного университета имени М. В. Ломоносова, получив диплом историка, преподавателя со знанием иностранного языка. Его дипломная работа была посвящена количественному анализу состава и деятельности азербайджанского парламента, избранного в 1990 году. 
В 1994-1996 годах И. Мамедов работал помощником по исследованиям/переводчиком главы миссии Международного Валютного Фонда (МВФ) в Баку. Одновременно в 1994-2000 годах он был научным сотрудником в лаборатории количественных методов исследований при историческом факультете Бакинского Государственного Университета.  
В 1997 году получил степень магистра в области политической экономики Центрально-Европейского университета в Будапеште, защитив работу на тему "Политическая экономия в посткоммунистический переходный период в Азербайджане (1995-1997)".
В 2004-2005 годах Мамедов работал в посольстве США в Баку, где занимался коммерческими вопросами. В 2005 году он несколько месяцев проработал аналитиком Международной кризисной группы в Азербайджан, но ушёл оттуда в знак несогласия с отчётом организации на тему урегулирования конфликта между Арменией и Азербайджаном. С 2006 года И.Мамедов — директор Бакинской Программы Политических Знаний, являющейся частью сети школы политических исследований Совета Европы. Программа парализована с 2013 года в связи арестом Мамедова и на ноябрь 2022 года не восстановила свою деятельность.

## Политическая карьера
В 1998—2003 годах был заместителем председателем оппозиционной партии Национальной независимости Азербайджана. С этого периода активно выступал за интеграцию Азербайджана с Европейским союзом и тесные связи с НАТО.
В 2003 году Мамедов покинул партию в связи со стратегическими разногласиями c курсом этой политической организации.
В 2005 году участвовал на выборах в парламент Азербайджана как независимый кандидат, и проиграл выборы в 8 Бинагадинском округе и поздравил победителя.
В 2006 году стал одним из инициаторов создания азербайджанского национального комитета неправительственных организаций, выступавших за евроинтеграцию.
В 2006—2010 гг. Мамедов был членом правления Института Открытое Общество — Азербайджан (отделение Фонда Сороса в Азербайджане).
В декабре 2008 г. стал одним из соучредителей, затем возглавил гражданское движение «Республиканская альтернатива» (ReAl). Сразу после создания движения власти объявили о проведении референдума 18 марта 2009 года. РЕАЛ активно выступил против поправок, позволяющих одному лицу избираться президентом неограниченное количество раз. «Республиканская альтернатива» призвала избирателей Азербайджана на референдуме по изменению Конституции голосовать против всех вынесенных на голосование вопросов, поскольку они ослабляют республиканский строй в стране.
«Говоря о приверженности демократическим ценностям, власти на практике делают обратное. В итоге такие ценности, как демократия, права человека и свобода, не реализуются», — заявил Ильгар Мамедов.
В 2010 году Мамедов был кандидатом на парламентских выборах по 10 Бинагадинскому округу. Итоги выборов он объявил сфальсифицированными. В дальнейшем кандидат, которого власти объявили победителем по округу, был привлечён к уголовной ответственности за мошенничество, лишился мандата и скончался в тюрьме.
В феврале 2020 года Мамедову не позволили участвовать на парламентских выборах из-за неснятой судимости. Однако его партия выдвинула 29 кандидатов на 125 мест и выиграла одно место в парламенте, официально став парламентской партией в результате государственной регистрации 31 августа 2020 года.

## Арест и тюремное заключение
В январе 2013 года Мамедов объявил о намерении выдвинуть кандидатуру на президентских выборах в Азербайджане, но был арестован в феврале 2013 года по обвинению в организации беспорядков в Исмаиллинском районе.
17 марта 2014 года Ильгар Мамедов был приговорён к семи годам лишения свободы.
Ильгар Мамедов был арестован 4 февраля 2013 года после поездки в Исмаиллы, город в Северном Азербайджане, в котором произошли гражданские беспорядки, после предполагаемых репрессий местного губернатора. Изначально Мамедову было предъявлено обвинение по статье 233 (организация действий, способствующих нарушению общественного порядка) и 315.2 (оказание сопротивления полиции с применением силы, угрожающей жизни и здоровью). Впоследствии статья 233 была заменена на более тяжкую — 220.1 (организация массовых беспорядков, сопровождавшихся поджогами и погромами).
25 апреля Европейский суд по правам человека приступил в приоритетном порядке к рассмотрению по делу Мамедова. В августе 2013 года Международная правозащитная организация Amnesty International признала Мамедова «узником совести». 27 августа Центральная избирательная комиссия Азербайджана утвердила выдвижение Ильгара Мамедова кандидатом в президенты страны. 13 сентября ему отказали в регистрации. Основанием для отказа стали изъяны в представленных 40 тысячах подписей, необходимых для регистрации кандидата .
4 ноября 2013 года начался суд по уголовном обвинению, а 17 марта 2014 года Мамедов был признан виновными по обоим статьям предъявленного обвинения, и приговорён к семи годам лишения свободы.
20 марта 2014 году пресс-службы верховного представителя ЕС по внешней политике Кэтрин Эштон и комиссара ЕС по расширению и политике соседства Штефана Фюле распространили совместное заявление, в котором было указано, что обвинительный приговор лидеру гражданского движения «Республиканская альтернатива» Ильгару Мамедову является политически мотивированным.
22 мая 2014 года Европейский суд признал арест Мамедова политически мотивированным. Азербайджанские власти подали апелляцию, которая отсрочила исполнение решения до 13 января 2015 года. Тем не менее после этого срока власти не стали исполнять данное решение.
13 марта 2015 года Amnesty International заявило, что власти Азербайджана должны соблюдать международные требования и немедленно освободить лидера движения «Республиканская альтернатива» Ильгара Мамедова, осуждённого по сфальсифицированным обвинениям.
18 марта 2015 года была распространена резолюция Комитета министров Совета Европы, в которой было выражено беспокойство по поводу продолжающегося нахождения Ильгара Мамедова в заключении, несмотря на признание Европейским судом по правам человека нарушения его прав, гарантированных Европейской конвенцией. Комитет министров Совета Европы призвал исполнить решение Страсбургского суда и освободить Ильгара Мамедова. В документе выражена также обеспокоенность, что Верховный суд Азербайджана отложил на неопределённое время рассмотрение жалобы Ильгара Мамедова.
13 августа 2018 года Мамедов был освобождён условно. 23 апреля 2020 года Ильгар Мамедов был окончательно оправдан решением пленума Верховного суда Азербайджанской Республики. Ему была выплачена компенсация за моральный ущерб в размере 117 тысяч евро, однако компенсировать ему материальный ущерб суды Азербайджана отказались. Решения об условном освобождении, а затем и об оправдании были приняты в результате инициирования в декабре 2017 года Комитетом Министров Совета Европы процедуры, предусмотренной статьёй 46.4 Европейской Конвенции по правам человека, и предусматривающей возможность исключения страны-члена за неисполнение решений Европейского суда. Эта процедура была применена впервые в истории Совета Европы. Отвечая на запрос Комитета Министров Совета Европы, 29 мая 2019 года Большая палата Европейского суда по правам человека постановила, что, отказываясь оправдать Ильгара Мамедова, Азербайджан не выполнил свои обязательства как страны-члена.